# 圣莫里斯代努
圣莫里斯德努（法語：Saint-Maurice-des-Noues，法語發音：[sɛ̃ moʁis de nu]）是法国卢瓦尔河地区大区旺代省的一个市镇，属于丰特奈勒孔特区。

## 地理
圣莫里斯德努（46°36'9"N, 0°43'23"W）面积21.42 平方千米，位于法国卢瓦尔河地区大区旺代省，该省份为法国西部沿海省份，北起大西洋卢瓦尔省和曼恩-卢瓦尔省，西临大西洋，南至滨海夏朗德省，东部及东南部与德塞夫勒省接壤。
与圣莫里斯德努接壤的市镇（或旧市镇、城区）包括：昂蒂尼、洛日富日勒斯、皮德塞尔、圣伊莱尔德武斯特、武旺。
圣莫里斯德努的时区为UTC+01:00、UTC+02:00（夏令时）。

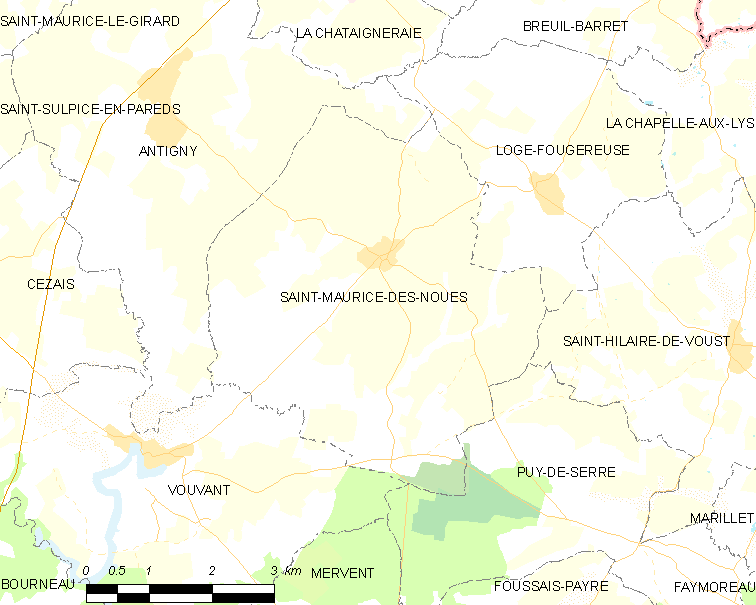
圣莫里斯德努的OSM定位图

## 行政
圣莫里斯德努的邮政编码为85120，INSEE市镇编码为85251。

## 政治
圣莫里斯德努所属的省级选区为拉沙泰涅赖县。

## 人口

1962-2008年间圣莫里斯德努人口变化图示

圣莫里斯德努于2022年1月1日时的人口数量为637人。